# Rząd Eska Aha
Rząd Eska Aha – 65. gabinet w historii Finlandii. Utworzony został 26 kwietnia 1991 po wyborach parlamentarnych w tym samym roku. Na jego czele stanął Esko Aho, stając się w 1991 najmłodszym szefem rządu w Europie. Gabinet współtworzyły w ramach centroprawicowej koalicji cztery ugrupowania: Partia Centrum (Kesk.), Partia Koalicji Narodowej (Kok.), Fińska Liga Chrześcijańska (SKL) i Szwedzka Partia Ludowa (SFP).
Gabinet przetrwał do końca kadencji Eduskunty. W tym okresie Finlandia przystąpiła do Unii Europejskiej. Został zastąpiony 13 kwietnia 1995 przez rząd Paava Lipponena z partii socjaldemokratycznej, która wygrała kolejne wybory parlamentarne.

## Skład rządu
| funkcja                                                                                     | minister                 | partia | okres urzędowania | okres urzędowania |
| funkcja                                                                                     | minister                 | partia | od                | do                |
| ------------------------------------------------------------------------------------------- | ------------------------ | ------ | ----------------- | ----------------- |
| premier                                                                                     | Esko Aho                 | Kesk.  | 26 kwietnia 1991  | 13 kwietnia 1995  |
| wicepremier                                                                                 | Ilkka Kanerva            | Kok.   | 26 kwietnia 1991  | 23 sierpnia 1991  |
| wicepremier                                                                                 | Pertti Salolainen        | Kok.   | 23 sierpnia 1991  | 13 kwietnia 1995  |
| minister spraw zagranicznych                                                                | Paavo Väyrynen           | Kesk.  | 23 sierpnia 1991  | 5 maja 1993       |
| minister spraw zagranicznych                                                                | Heikki Haavisto          | Kesk.  | 5 maja 1993       | 3 lutego 1995     |
| minister spraw zagranicznych                                                                | Paavo Rantanen           | bezp.  | 3 lutego 1995     | 13 kwietnia 1995  |
| minister w ministerstwie spraw społecznych i zdrowia oraz ministerstwie spraw zagranicznych | Toimi Kankaanniemi       | SKL    | 23 sierpnia 1991  | 28 czerwca 1994   |
| minister w ministerstwie spraw zagranicznych oraz ministerstwie handlu i przemysłu          | Pertti Salolainen        | Kok.   | 26 kwietnia 1991  | 13 kwietnia 1995  |
| minister handlu i przemysłu                                                                 | Kauko Juhantalo          | Kesk.  | 26 kwietnia 1991  | 3 sierpnia 1992   |
| minister handlu i przemysłu                                                                 | Pekka Tuomisto           | Kesk.  | 3 sierpnia 1992   | 1 sierpnia 1993   |
| minister handlu i przemysłu                                                                 | Seppo Kääriäinen         | Kesk.  | 1 sierpnia 1993   | 13 kwietnia 1995  |
| minister sprawiedliwości                                                                    | Hannele Pokka            | Kesk.  | 26 kwietnia 1991  | 30 kwietnia 1994  |
| minister sprawiedliwości                                                                    | Anneli Jäätteenmäki      | Kesk.  | 1 maja 1994       | 13 kwietnia 1995  |
| minister spraw wewnętrznych                                                                 | Mauri Pekkarinen         | Kesk.  | 26 kwietnia 1991  | 13 kwietnia 1995  |
| minister obrony                                                                             | Elisabeth Rehn           | SFP    | 26 kwietnia 1991  | 1 stycznia 1995   |
| minister obrony                                                                             | Jan-Erik Enestam         | SFP    | 2 stycznia 1995   | 13 kwietnia 1995  |
| minister finansów                                                                           | Iiro Viinanen            | Kok.   | 26 kwietnia 1991  | 13 kwietnia 1995  |
| minister pracy                                                                              | Ilkka Kanerva            | Kok.   | 26 kwietnia 1991  | 13 kwietnia 1995  |
| minister edukacji                                                                           | Riitta Uosukainen        | Kok.   | 26 kwietnia 1991  | 11 lutego 1994    |
| minister edukacji                                                                           | Olli-Pekka Heinonen      | Kok.   | 11 lutego 1994    | 13 kwietnia 1995  |
| minister w ministerstwie edukacji                                                           | Tytti Isohookana-Asunmaa | Kesk.  | 26 kwietnia 1991  | 13 kwietnia 1995  |
| minister rolnictwa i leśnictwa                                                              | Martti Pura              | Kesk.  | 26 kwietnia 1991  | 12 kwietnia 1994  |
| minister rolnictwa i leśnictwa                                                              | Mikko Pesälä             | Kesk.  | 12 kwietnia 1994  | 13 kwietnia 1995  |
| minister transportu                                                                         | Ole Norrback             | SFP    | 26 kwietnia 1991  | 13 kwietnia 1995  |
| minister środowiska                                                                         | Sirpa Pietikäinen        | Kok.   | 26 kwietnia 1991  | 13 kwietnia 1995  |
| minister spraw społecznych i zdrowia                                                        | Eeva Kuuskoski           | Kesk.  | 26 kwietnia 1991  | 24 kwietnia 1992  |
| minister spraw społecznych i zdrowia                                                        | Jorma Huuhtanen          | Kesk.  | 24 kwietnia 1992  | 13 kwietnia 1995  |
| minister w ministerstwie środowiska                                                         | Pirjo Rusanen            | Kok.   | 26 kwietnia 1991  | 2 stycznia 1995   |
| minister w ministerstwie środowiska                                                         | Anneli Taina             | Kok.   | 2 stycznia 1995   | 13 kwietnia 1995  |